# Vicente Principiano
Vicente Rubén Principiano (n. San Nicolás, Provincia de Buenos Aires, Argentina, 3 de octubre de 1978) es un exfutbolista argentino. Se desempeñaba en la posición de enganche y junto a Emiliano Tade, son los dos únicos argentinos que jugaron en el fútbol de Sudáfrica.
Actualmente es dueño de VIP, un complejo de fútbol en la ciudad de San Nicolás de los Arroyos.

## Trayectoria
Debutó en Racing Club en el año 1999, en medio de una camada que tuvo que ponerse el equipo al hombro ya que el club pasaba el peor momento económico e institucional de su historia (entre ellos, Diego Milito, Maximiliano Estévez, Manuel Pablo Garcia, Adrian Bastia y Diego Loscri, entre otros). Marcaría su primer gol frente a Union de Santa Fe en 1999. En el 2001 se consagró campeón con Racing del Torneo Apertura 2001 cortando una racha de 35 años sin campeonatos. Jugó 35 partidos marcando 1 solo gol. Paso a Colo-Colo en el 2002 siendo su primer paso en el extranjero y en donde se consagró campeón en tierras chilenas, esta vez del Tornero Clausura 2002 donde jugó 16 partidos y asistiendo 2 veces.
Retorno a la Argentina para jugar nuevamente en Racing, aunque solo jugaría 15 partidos debido a una lesión de ligamentos cruzados y su decisión de no seguir en el club recomendado por su representante, dejando un saldo de 50 partidos jugados con 2 goles y 3 asistencias. En el 2004 firmaría para el equipo peruano Atlético Universidad donde su equipo lucharía el descenso, jugando 14 partidos y anotando 1 gol de tiro libre. En 2005 ficha para Olmedo de Ecuador, disputando solo 2 partidos debido a las lesiones. Partiría hacia el continente africano para jugar en el Mamelodi Sundowns en el año 2005, sin disputar partidos.
Luego de su paso frustrado en África retorna a su país natal y es fichado por el Deportivo Morón jugando a un aceptable nivel jugando 23 partidos y marcando 2 goles entre el 2006 y 2007. En la temporada 2008, la disputaría con el equipo venezolano Monagas donde solo jugaría 10 partidos a un bajo nivel sin anotar goles ni asistencias. Al año siguiente, tuvo su primer paso en el continente viejo en 2 equipos italianos: F.C. Matera (2009) y el Sporting Terni (2009-2010) donde no llegó a debutar.
Una vez más retorno a Argentina con un brillante paso por Defensores de Belgrano (VR) donde consiguió el reducido al extinto Torneo Argentino A jugando 20 partidos anotando 6 goles y repartiendo 2 asistencia, su media de gol fue la más alta en su carrera (0,30). Ya en el Argentino A disputó 15 partidos donde anotó 1 gol (de penal) y a fines de 2013 deja la institución con un saldo de 35 partidos jugados con 7 goles y 3 asistencias (entre Argentino B y Argentino A).
Finalmente su carrera profesional terminó en Sacachispa de la Primera C con 11 partidos sin anotaciones ni asistencias en 2013.
Datos de su trayectoria:

## Clubes
Datos de la carrera:
| Club                        | País                | Año                 | PJ  | Anotado | Asistencia |
| --------------------------- | ------------------- | ------------------- | --- | ------- | ---------- |
| Racing Club                 | Argentina           | 1999-2001           | 35  | 1       | 3          |
| Colo-Colo                   | Chile               | 2002                | 16  | 0       | 2          |
| Racing Club                 | Argentina           | 2003-2004           | 15  | 1       | 1          |
| Atlético Universidad        | Perú                | 2004                | 14  | 1       | 1          |
| Olmedo                      | Ecuador             | 2005                | 2   | 0       | 0          |
| Mamelodi Sundowns           | Sudáfrica           | 2005-2006           | 0   | 0       | 0          |
| Deportivo Morón             | Argentina           | 2006-2007           | 23  | 2       | 3          |
| Monagas                     | Venezuela           | 2008                | 10  | 0       | 0          |
| F.C. Matera                 | Italia              | 2009                | 0   | 0       | 0          |
| Sporting Terni              | Italia              | 2009-2010           | 0   | 0       | 0          |
| Defensores de Belgrano (VR) | Argentina           | 2010-2013           | 35  | 7       | 3          |
| Sacachispas                 | Argentina           | 2013                | 11  | 0       | 0          |
| Total en su carrera         | Total en su carrera | Total en su carrera | 161 | 12      | 13         |

## Títulos

### Nacionales
| Título                    | Club      | País      | Año    |
| ------------------------- | --------- | --------- | ------ |
| Primera División          | Racing    | Argentina | A-2001 |
| Primera División de Chile | Colo-Colo | Chile     | C-2002 |